# Tallmyrten
Tallmyrten (Chamelaucium uncinatum) är en myrtenväxtart som växer vilt i västra Australien, där den bildar en upp till fyra meter hög buske. Tallmyrten ingår i tallmyrtensläktet (Chamelaucium) och familjen myrtenväxter.
Tallmyrten är en populär snittblomma, och säljs då ibland som ”vaxblomma”, vilket dock är namnet på en helt annan växtart. Beteckningen vaxblomma torde vara en direktöversättning av det engelska namnet på tallmyrtensläktet, ”waxflower”.

## Bildgalleri

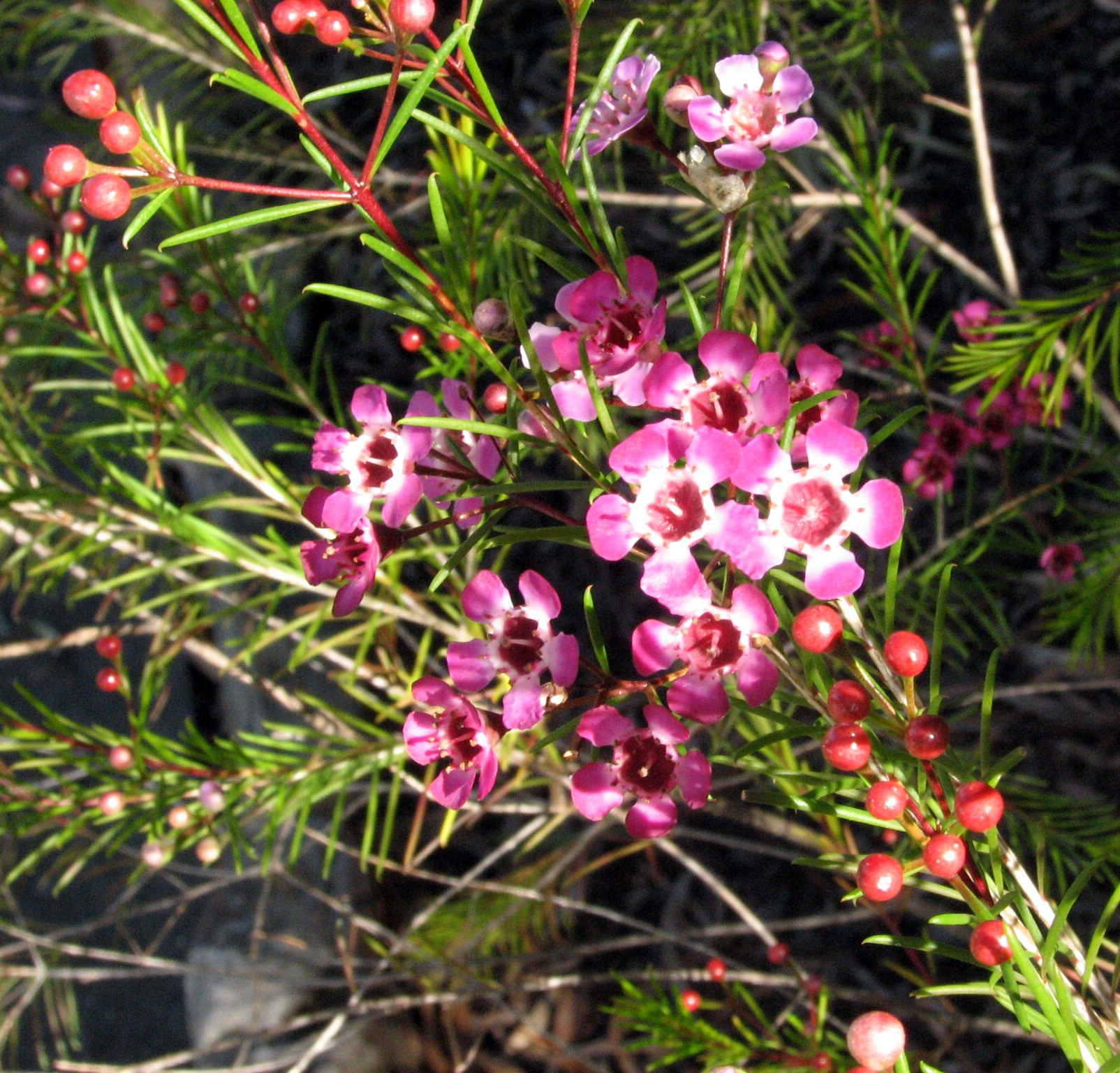